# Championnat du Koweït de football 1992-1993
Navigation
Saison précédente Saison suivante
La saison 1992-1993 du Championnat du Koweït de football est la trente-et-unième édition du championnat de première division au Koweït. La Premier League regroupe les huit meilleurs clubs du pays au sein d'une poule unique où ils s'affrontent deux fois au cours de la saison, à domicile et à l'extérieur. À la fin de la compétition, deux clubs sont relégués et remplacés par les deux meilleurs clubs de deuxième division.
C'est le club d'Al Arabi Koweït qui remporte le championnat après avoir terminé en tête du classement final, avec deux points d'avance sur un duo composé d'Al-Salmiya SC et du tenant du titre, Qadsia Sporting Club. C'est le 14e titre de champion du Koweït de l'histoire du club.

## Les clubs participants
| - Al Arabi Koweït - Al-Salmiya SC - Kazma Sporting Club - Al Kuwait Kaifan | - Al Fehayheel - Qadsia Sporting Club - Al Yarmouk - Al Jahra |

## Compétition

### Phase régulière
Le barème utilisé pour établir le classement est le suivant :
- Victoire : 3 points
- Match nul : 1 point
- Défaite : 0 point

#### Classement
| Rang | Équipe                 | Pts | J  | G | N | P  | Bp | Bc | Diff |
| ---- | ---------------------- | --- | -- | - | - | -- | -- | -- | ---- |
| 1    | Al Arabi Koweït        | 29  | 14 | 8 | 5 | 1  | 19 | 6  | +13  |
| 2    | Al-Salmiya SC C        | 27  | 14 | 8 | 3 | 3  | 29 | 7  | +22  |
| 3    | Qadsia Sporting Club T | 27  | 14 | 7 | 6 | 1  | 21 | 10 | +11  |
| 4    | Kazma Sporting Club    | 20  | 14 | 4 | 8 | 2  | 11 | 9  | +2   |
| 5    | Al Jahra               | 15  | 14 | 3 | 6 | 5  | 12 | 18 | -6   |
| 6    | Al Kuwait Kaifan       | 14  | 14 | 3 | 5 | 6  | 18 | 22 | -4   |
| 7    | Al Yarmouk             | 11  | 14 | 2 | 5 | 7  | 5  | 18 | -13  |
| 8    | Al Fehayheel           | 4   | 14 | 0 | 4 | 10 | 6  | 31 | -25  |

|  | Qualification pour la Coupe d'Asie des clubs champions 1993-1994 et la Coupe des clubs champions du golfe Persique 1994 |
|  | Qualification pour la Coupe des Coupes 1993-1994                                                                        |
|  | Relégation directe en deuxième division                                                                                 |
|  | T : Tenant du titre C : Vainqueur de la Coupe du Koweït P : Promu de D2                                                 |

- La raison de la relégation d'Al Kuwait Kaifan est inconnue.

## Bilan de la saison
| Championnat du Koweït de football 1992-1993      |                             |
| Champion                                         | Al Arabi Koweït (14e titre) |
| Coupes et trophées                               |                             |
| Vainqueur de la Coupe du Koweït 1992-1993        | Al-Salmiya SC               |
| Qualifications continentales                     |                             |
| Coupe d'Asie des clubs champions 1993-1994       | Al Arabi Koweït             |
| Coupe des Coupes 1993-1994                       | Al-Salmiya SC               |
| Coupe des clubs champions du golfe Persique 1994 | Al Arabi Koweït             |
| Promotions et relégations                        |                             |
| Promus en Premier League                         | Al Nasr Koweït              |
| Promus en Premier League                         | Al Tadamon Farwaniya        |
| Relégués en First Division                       | Al Kuwait Kaifan            |
| Relégués en First Division                       | Al Fehayheel                |